# Station Chmielowice
Station Chmielowice is een spoorwegstation in de Poolse plaats Chmielowice.